# Brudzeń Duży
Brudzeń Duży è un comune rurale polacco del distretto di Płock, nel voivodato della Masovia.
Ricopre una superficie di 161,82 km² e nel 30.VI.2007 contava 7 834 abitanti.